# Surdòu
Surdòu (en francès Surdoux) és un municipi francès situat al departament de l'Alta Viena i a la regió de la Nova Aquitània.

## Demografia
| 1962                                       | 1968 | 1975 | 1982 | 1990 | 1999 | 2007 |
| ------------------------------------------ | ---- | ---- | ---- | ---- | ---- | ---- |
| 68                                         | 81   | 78   | 52   | 34   | 44   | 44   |
| Des de 1962: població sense dobles comptes |      |      |      |      |      |      |

## Administració
| Període   | Identitat        | Partit |
| --------- | ---------------- | ------ |
| 2001-2006 | Jean Mazaudois   |        |
| 2006-2008 | Marcel Tricard   |        |
| 2008-     | Fernand Andrieux |        |